# Хагард
Вижте пояснителната страница за други значения на Хагард.
Хагард (на немски: Haggard) е германска симфонична метъл група, създадена през 1991.
Характерна за музиката им е комбинацията от фолклорна, барокова, ренесансова и средновековна музика със съвременен дуум метъл.
След създаването си през 1991 групата започва с няколко дет метъл записа. Бързо сменят стила си, насочвайки се към готик метъла. Повечето от албумите им са посветени на известни исторически личности като Нострадамус и Галилео Галилей, както и на събития като чумната епидемия в Европа.
Всички текстове и музика са написани от Азис Насери.

## Състав
- Азис Насери – китара, барабани, вокали
- Луз Марсен – барабани
- Андреас Хембергер – електрическа и акустична китара
- Робин Фишер – бас китара
- Габи Кос – сопрано
- Вероника Крамхелер – сопрано
- Фифи Фурман – тенор/хорна
- Ханс Волф – пиано, орган и клавесин
- Юдит Маршал – цигулка
- Михаел Стапф – цигулка
- Щефи Херц – виола
- Катрин Херц – виолончело
- Ивица Перчинич – виел
- Флориан Бартл – обой
- Андреас Пешкле – тенор/флейта
- Марк Пендри – кларинет
- Михаел Шум – тимпани/тамбура

## Дискография
- Progressive (1994)
- And Thou Shalt Trust... The Seer (1997)
- Awaking The Centuries (1998)
- Haggard - Awaking The Gods: Live In Mexico (2001)
- Haggard - Awaking The Gods: Live In Mexico (DVD) (2002)
- Eppur si muove (2004)
- Tales of Ithiria (2008)

## Концерти в България
- През 2008 година в София (клуб Blue Box) се състоя първия концерт на групата.
- През 2010 година в Пловдив се състоя втория концерт на групата съвместно с Пловдивска Филхармония, което го прави уникален по рода си.